# Iglesia de Santiago (Ciudad Real)
La iglesia de Santiago Apóstol de Ciudad Real (España) es un edificio religioso del románico tardío y el gótico inicial de finales del siglo XIII e inicios del XIV. Está declarado como Bien de Interés Cultural desde 1982 (RI-51-0004594-00000). Aunque se la considera una iglesia gótica de tres naves y arcos ojivales, tanto su tamaño y aspecto exterior hermético como los canecillos de los aleros y el artesonado mudéjar, demuestra su tradición románica y reminiscencias islámicas.

## Historia
Se construyó muy probablemente, aunque no se ha podido documentar, sobre una antigua ermita. Los terrenos en los que se encuentra estaban deshabitados en los tiempos en los que Ciudad Real no era ciudad, sino un pequeño núcleo de población llamado Pozuelo Seco de Don Gil. Sin embargo en tales tiempos, donde ahora se ubica la torre de la iglesia se encontraría un torreón de avanzada y defensa del lugar de fecha contemporánea a la destrucción de Alarcos, a principios del siglo XIII sobre el cual se construyó la torre de la iglesia. Así, siendo la iglesia más antigua de la ciudad, estuvo ubicada en la Judería, la cual se fue llenando de población cristiana a causa del aumento demográfico que experimentó la ciudad desde su fundación en el año 1255 como Villa Real, convirtiéndose pues en la parroquia de una de las tres collaciones que formaban la ciudad, la de Santiago al noreste de la ciudad entre las calles Toledo y Calatrava.

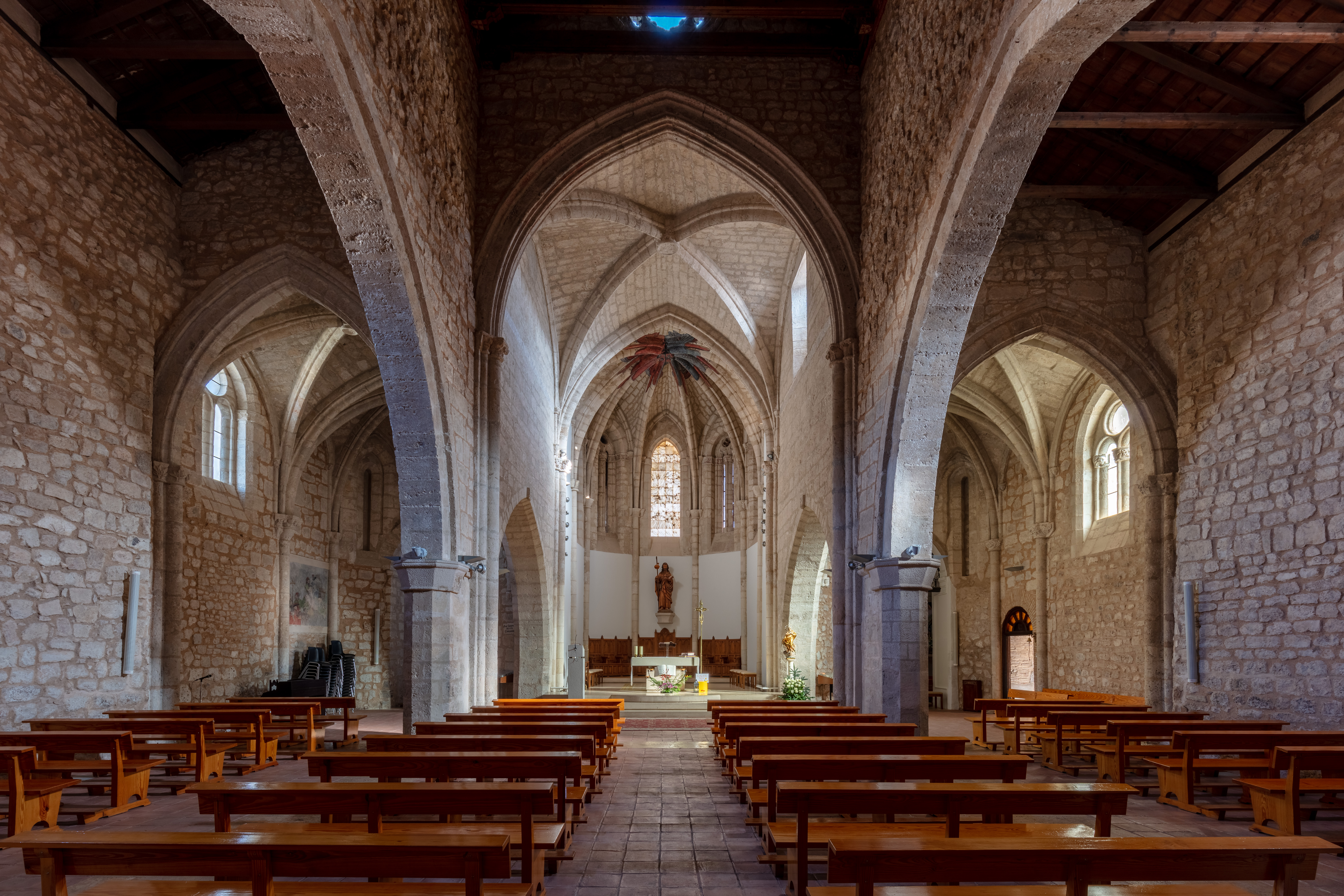
Interior de la iglesia

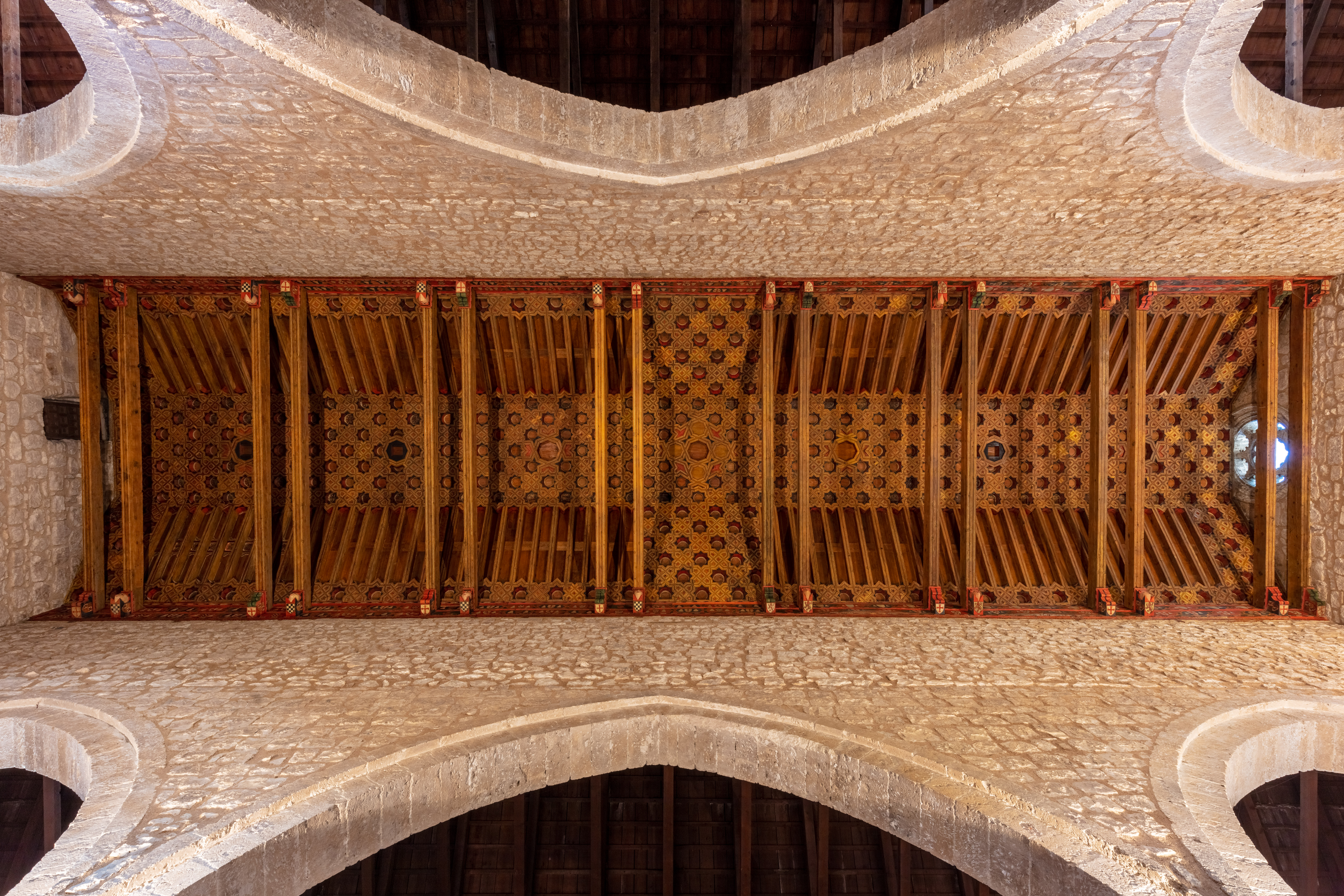
Vista del techo.

## Edificio
De tres naves y arcos ojivales, en la clave del ábside gótico central se encuentra un fresco con ocho dragones. En una capilla lateral encontraremos el escudo de la Orden de Santiago del siglo XVI en otro fresco. En la clave de bóveda de la capilla del Santísimo Cristo de la Caridad se encuentran representadas las armas de los Reyes Católicos. Cabe destacar un mural gótico en la nave del Evangelio con la representación de la Misa de San Gregorio, así como diversos capiteles con cabezas humanas y conchas de Santiago Apóstol en las naves laterales.

## Artesonado mudéjar
En el interior de la iglesia se encuentra en su nave central un artesonado mudéjar de tradición almohade y de madera policromada en amarillo oropimente bajo barnices. Está decorado con lacería y estrellas octogonales con flores lobuladas realizadas con panes de plata. También decorativos son los treinta y dos canes policromados con escudos heráldicos y el arrocabe a modo de friso con series de escudos heráldicos y conchas de Santiago con forma humana.
La datación ha sido posible gracias a una moneda hallada en el artesonado perteneciente al reinado de Enrique III de Castilla, que se hallaba escondida entre el arrobe y uno de los canes y que sería acuñada en Toledo entre los años 1390 y 1406. Además, la cruz de Calatrava fue representada de color negro hasta el siglo XV y de color roja en adelante y la que se halla representada en este artesonado no es negra sino roja. Todo esto evidencia que muy posiblemente la construcción del artesonado se inició en el siglo XIV pero se finalizó en el siglo XV.
Fue mandado construir por el maestre de la Orden de Calatrava Pedro Muñiz de Godoy.

## Restauraciones
- 1985-1989 - Consejería de Educación y Cultura de la JCCM - Descubrimiento del artesonado mudéjar (oculto por una bóveda de cañón del siglo XVIII), consolidación de la estructura de la torre, demolición del cobertizo de ladrillo contemporáneo en la portada, descubrimiento de pinturas murales al realizar la limpieza de los muros y eliminación de la capa de yeso y restauración de las pinturas existentes.

Se descubrieron e intervinieron los nervios de las bóvedas de los ábsides, pintados al fresco con originales dragones, en buen estado de conservación por la protección de la capa de encalado.

## Devoción
- Cuatro hermandades tienen este templo como sede canónica. Durante la Semana Santa de Ciudad Real, declarada de Interés Turístico Nacional, salen en procesión el Jueves Santo, aunque deben hacerlo desde el Guardapasos por las pequeñas dimensiones de la puerta de la iglesia:

- Hermandad Sacramental de la Santa Cena y María Santísima del Dulce Nombre.
- Hermandad del Ecce - Homo (Pilatos).
- Hermandad del Santísimo Cristo de la Caridad.
- Hermandad de Nuestra Señora de los Dolores.

## Información adicional y curiosidades
- Horario de visitas: abierto diariamente de 12.00 a 13.00 horas (excepto julio y agosto) y de 18.30 a 20.15 horas.
- Desde esta iglesia da comienzo el Camino Manchego de Santiago.
- En 1985 durante unas obras apareció su antiguo cementerio medieval y llegaron a llenarse dos contenedores de huesos humanos.
- Aquí se encontraron una cruz y una estela funeraria judía talladas en piedra que actualmente están expuesta en el Museo de Ciudad Real.